# Paolo Pezzi
Paolo Pezzi (Russi, 8 agosto 1960) è un arcivescovo cattolico italiano, dal 21 settembre 2007 arcivescovo metropolita della Madre di Dio a Mosca.

## Biografia
Nasce a Russi, in provincia di Ravenna e diocesi di Faenza-Modigliana, l'8 agosto 1960.

### Formazione e ministero sacerdotale
Compie gli studi di filosofia e di teologia negli anni 1985-1990 presso la Pontificia Università San Tommaso d'Aquino, a Roma.
Il 22 dicembre 1990 è stato ordinato presbitero per la Fraternità sacerdotale dei missionari di San Carlo Borromeo, dal cardinale Ugo Poletti.
In seguito ottiene il dottorato in teologia pastorale presso la Pontificia Università Lateranense, con una tesi sui cattolici in Siberia. Nel 1993 si reca in Russia, dove svolge tutta la sua missione pastorale. Dal 2006 fino al settembre 2007 è rettore del Seminario Maggiore «Maria Regina degli Apostoli» di San Pietroburgo.
Appartenente al movimento di Comunione e Liberazione, di cui è stato per vari anni responsabile nella Federazione Russa, è stato vicario generale della Fraternità sacerdotale dei missionari di San Carlo Borromeo al fianco del fondatore don Massimo Camisasca.

### Ministero episcopale
Il 21 settembre 2007 papa Benedetto XVI lo nomina arcivescovo metropolita della Madre di Dio a Mosca; succede a Tadeusz Kondrusiewicz, nominato arcivescovo metropolita di Minsk-Mahilëŭ. Il 28 ottobre successivo riceve l'ordinazione episcopale, nella cattedrale dell'Immacolata Concezione a Mosca, dall'arcivescovo Tadeusz Kondrusiewicz, coconsacranti il vescovo Joseph Werth e l'arcivescovo Antonio Mennini. Durante la stessa celebrazione prende possesso dell'arcidiocesi.
Il 29 giugno 2008 riceve il pallio dallo stesso pontefice, nella basilica di san Pietro in Vaticano.

## Genealogia episcopale e successione apostolica
La genealogia episcopale è:
- Cardinale Scipione Rebiba
- Cardinale Giulio Antonio Santori
- Cardinale Girolamo Bernerio, O.P.
- Arcivescovo Galeazzo Sanvitale
- Cardinale Ludovico Ludovisi
- Cardinale Luigi Caetani
- Cardinale Ulderico Carpegna
- Cardinale Paluzzo Paluzzi Altieri degli Albertoni
- Papa Benedetto XIII
- Papa Benedetto XIV
- Papa Clemente XIII
- Cardinale Enrico Benedetto Stuart
- Papa Leone XII
- Cardinale Chiarissimo Falconieri Mellini
- Cardinale Camillo Di Pietro
- Cardinale Mieczysław Halka Ledóchowski
- Cardinale Jan Maurycy Paweł Puzyna de Kosielsko
- Arcivescovo Józef Bilczewski
- Arcivescovo Bolesław Twardowski
- Arcivescovo Eugeniusz Baziak
- Papa Giovanni Paolo II
- Arcivescovo Tadeusz Kondrusiewicz
- Arcivescovo Paolo Pezzi, F.S.C.B.

La successione apostolica è:
- Vescovo Nikolaj Dubinin, O.F.M.Conv. (2020)

## Riconoscimenti
- Melvin Jones Fellow conferitogli dal Lions Clubs il 18 gennaio 2010[2]